# 口腔組織與胚胎學
口腔組織與胚胎學（Oral histology & Embryology）為組織學以及胚胎學的其中一分支，主要著重於口腔部分的組織結構與發生。口腔組織與胚胎學在牙醫學中為一基礎學科，通常與口腔解剖學同時修習以達相輔相成之效用。口腔組織與胚胎學討論的範圍為口腔以及其周邊部位，例如牙齒以及其支持組織、構成口腔的骨骼、口內的唾線、黏膜等。